# 해변의 무로미상
"해변의 무로미상"(일본어: 波打際のむろみさん なみうちぎわのむろみさん(나미우치기와노무로미상)[*])은 "주간 소년 매거진"(고단샤)에 2008년 33호부터 정기 연재되고 있는 나시마 케이지(名島啓二 なしま けいじ[*]) 원작의 개그 만화이다. 단행본은 일본에서 2012년 10월 기준으로 7권까지 간행되었다.